# Protégé (film)
Pour les articles homonymes, voir Protégé.
Pour plus de détails, voir Fiche technique et Distribution.
Protégé (门徒, Moon to) est un film hongkongais réalisé par Derek Yee, sorti en 2007.

## Synopsis
Lik, un agent spécial, se voit infiltré au sein du grand banditisme hongkongais. À la suite de gros problèmes de santé, le caïd de la pègre, Lin Quin, aura un projet pour Lik : faire de lui le nouveau boss.

## Fiche technique
- Titre : Protégé
- Titre original : 门徒, Moon to
- Réalisation : Derek Yee
- Scénario : Derek Yee
- Pays d'origine :  Hong Kong
- Langue: cantonais
- Format : Couleurs - 2,35:1 - Dolby Digital - 35 mm
- Genre : action, drame, thriller
- Durée : 111 minutes
- Date de sortie : 2007

## Distribution
- Daniel Wu (VF : Alexis Thomassian) : Lik
- Andy Lau (VF : Nicolas Marié) : Lin Quin
- Zhang Jingchu (VF : Natacha Muller) : Fan
- Louis Koo (VF : Damien Ferrette) : le mari de Fan
- Derek Yee (VF : Gabriel Le Doze) : l'officier Miu Chi-wah
- Anita Yuen (VF : Sylvie Jacob) : la femme de Quin
- Liu Kai-chi : le chef des douanes
- Nirut Sirichanya : le général Chaichai